# جيمس تشارلز فيليبس
جيمس تشارلز فيليبس (بالإنجليزية: James Charles Phillips)‏ (و. 1933 – م) هو فيزيائي، وأستاذ جامعي من الولايات المتحدة الأمريكية . ولد في نيو أورلينز (لويزيانا). وهو عضواً في الأكاديمية الوطنية للعلوم .

## جوائز
حصل على جوائز منها:
- جائزة أوليفر ألسويرث باكلي للمواد المكثفة (1972)
- زمالة غوغنهايم.